# (37024) 2000 UM5
2000 UM5 (asteroide 37024) é um asteroide da cintura principal. Possui uma excentricidade de 0.23269690 e uma inclinação de 8.43092º.
Este asteroide foi descoberto no dia 24 de outubro de 2000 por LINEAR em Socorro.